# Nămete
Nămete – wieś w Rumunii, w okręgu Gorj, w gminie Bustuchin. W 2011 roku liczyła 115 mieszkańców.